# 陸長庚 (萬曆進士)
陸長庚（1559年—1636年），字元白，號津陽，浙江嘉興府平湖縣人，民籍，明朝政治人物。

## 生平
萬曆七年（1579年）己卯科浙江鄉試第五十一名，萬曆八年（1580年）庚辰科會試第八十六名，登二甲第十名進士。刑部觀政，本年授六安知州，丁憂归乡。十一年复除广德州，多惠政，十四年以卓异纪录，十五年进刑部员外郎，十八年升郎中，十九年改南京吏部稽勲司郎中，本年十二月升湖广布政司右参议，二十一年十二月累迁湖南道按察司副使。二十六年转广西桂平道左叅政，二十八年二月擢湖广按察使，管荆州兵备事。三十年九月进江西右布政使，三十五年升本省左布政使，三十八年擢应天府尹，三十九年进南京通政使，因与同乡丁宾不和，十一月以疾求去，得㫖慰留，寻进兵部右侍郎致仕。卒年七十八。

## 家族
曾祖陸昌；祖父陸珂；父陸文典。母胡氏。重庆下。兄长春、弟長慶。
子陸啓鏻，字开雍，诸生。啓鏻子陸濬陸睿。長庚有曾孫陸葇，康熙六年丁未进士。